# Arthur Wellesley
Arthur Wellesley, Primul Duce de Wellington, (n. 1 mai 1769 – d. 14 septembrie 1852) a fost un ofițer și om de stat britanic, născut în Irlanda și care astăzi este recunoscut ca fiind una dintre personalitățile de prim rang pe plan militar din epoca modernă. Și-a început cariera militară ca sublocotenent în armata britanică și s-a remarcat îndeosebi în războaiele napoleoniene, avansând până la gradul de general și Feldmareșal. În 1815 a condus o armată britanică care a participat decisiv la înfrângerea finală a lui Napoleon I la Waterloo. A fost de două ori prim-ministru al Marii Britanii în perioada 1828-1830 precum și timp de 3 săptămâni în 1834.
El a avut doi fii, cel mai mare fiu, Arthur Richard Wellesley urmează cariera militară ca și tatăl lui, ajungând general.